# Kamen Rider Zero-One
Kamen Rider Zero-One (仮面ライダーゼロワン Kamen Raidā Zero-Wan) là một bộ phim tokusatsu Nhật Bản trong Kamen Rider Series của Toei Company. Đây là bộ phim đầu tiên trong thời kì Lệnh Hòa (Reiwa Rider đầu tiên) và là phần thứ 30 của cả loạt phim. Bộ phim bắt đầu phát sóng từ ngày 1 tháng 9 năm 2019 vào khung giờ từ 9 giờ đến 9 giờ 30 sáng theo giờ Nhật Bản, song song với Kishiryu Sentai Ryusoulger và Mashin Sentai Kiramager  trong Super Hero Time và phát sóng sau tập cuối của Kamen Rider Zi-O. Chủ đề của phim là AI (trí tuệ nhân tạo). Bộ phim kết thúc vào ngày 30 tháng 8 năm 2020 với 45 tập.
Câu khẩu hiệu của phim là: "Chủ tịch mạnh nhất thế giới chỉ có một người! Là TA!" (世界最強の社長はただひとり！オレだ！ Sekai saikyō no Shachō wa tada hitori! ORE da!). Tại Việt Nam, bộ phim được trình chiếu trên FPT Play, MyTV, Netflix và TV360 với tên Hiệp Sĩ Mặt Nạ: Hiểm Hoạ Trí Tuệ Nhân Tạo.

## Cốt truyện
Xã hội Nhật Bản bước sang một thời kì mới, thời kì xã hội ứng dụng trí thông minh nhân tạo (AI) trong mọi mặt đời sống. Đặc biệt là thế hệ robo AI tên gọi HumaGear (ヒューマギア / Hyūmagia), do tập đoàn công nghệ Hiden Inteligence (飛電インテリジェンス Hiden Interijensu) phát triển.
Tuy nhiên, có một tổ chức khủng bố không muốn HumaGear phục vụ xã hội loài người tốt hơn nên đã hack vào hệ thống HumaGear hòng lợi dụng tiêu diệt nhân loại. Tổ chức đó gọi là MetsubouJinrai.net (滅亡迅雷.net (Diệt vong Tấn lôi) MetsubōJinrai netto).
Chính phủ Nhật Bản- sau nhiều ngày điều tra và lấy thông tin từ các điệp viên đặc biệt được cử đi để thâm nhập- đã tìm ra được tổ chức này nên đã thành lập cơ quan đặc biệt chống AI gọi tắt là A.I.M.S (エイムズ Eimuzu, Artificial Intelligence Milarity Service),Đội này có nhiệm vụ trực tiếp báo cáo cho chính phủ về các hoạt động liên quan tới METSUBOUJINRAI.NET. A.I.M.S có nhiệm vụ săn lùng các HumaGear đã bị hack và duy trì an ninh sự vụ liên quan AI.
Nhân vật chính là Hiden Aruto, một chàng trai có mơ ước trở thành diễn viên hài kịch, mặc dù nghề này đã bị thay thế bởi HumaGear. Khi ông nội của Aruto là Hiden Korenosuke, nhà sáng lập kiêm chủ tịch Hiden Inteligence qua đời, Aruto được ông nội chỉ định làm tân chủ tịch của Hiden Inteligence theo như di chúc.
Aruto tỏ ra không hứng thú với chức chủ tịch tập đoàn lớn, nhưng tận mắt chứng kiến tình cảnh thảm thương của HumaGear do MetsubouJinrai.net hack nên cậu quyết định nhậm chức và sử dụng Zero-One Driver (chỉ có chủ tịch Hiden Inteligence mới kích hoạt được) và biến thân thành Kamen Rider Zero-One để chiến đấu chống lại MetsubouJinrai.NET.
Aruto chính thức bước vào trận chiến vì các HumaGear. Không chỉ chống lại MetsubouJinrai.NET và còn cả ZAIA, nơi không mấy thân thiện với AI và HumaGear.

## Nhân vật

### TV show[4]
| Rider                | Nhân vật    |
| -------------------- | ----------- |
| Kamen Rider Zero-One | Hiden Aruto |
| Kamen Rider Vulcan   | Fuwa Isamu  |
| Kamen Rider Valkyrie | Yaiba Yua   |
| Kamen Rider Jin      | Jin         |
| Kamen Rider Horobi   | Horobi      |
| Kamen Rider Ikazuchi | Ikazuchi    |
| Kamen Rider Naki     | Naki        |
| Kamen Rider Thouser  | Amatsu Gai  |
| Kamen Rider Ark-Zero | Ark         |

### Movie
| Kamen Rider 001           | Hiden Aruto          |
| Kamen Rider Ichi-Gata     | Hiden Soreo          |
| Kamen Rider Eden          | Esu (Isshiki Rihito) |
| Kamen Rider Abaddon Behru | Behru                |
| Kamen Rider Lucifer       | Behru                |
| Kamen Rider Abaddon Mua   | Mua                  |
| Kamen Rider Abaddon Lugo  | Lugo                 |
| Kamen Rider Abaddon Buga  | Buga                 |

## Tập phim
Tên tập phim có một từ tiếng Nhật (đại từ chỉ nhân xưng, sở hữu, tính chất) thường được viết bằng hiragana hay kanji, sẽ viết bằng katakana.
1. Tôi là Chủ tịch kiêm Kamen Rider (オレが社長で仮面ライダー ORE ga shachō de Kamen Raidā?)
2. Tên AI kia là địch? Hay đồng minh? (AIなアイツは敵？味方？ Ēai na AITSU wa teki? mikata??)
3. Người đàn ông đó, nghệ nhân Sushi! (ソノ男、寿司職人 SONO otoko, sushi shokunin?)
4. Bus Guide đã chứng kiến! Sự thật khi đó (バスガイドは見た！アンナ真実 Basu Gaido wa mita! ANNA shinjitsu?)
5. Niềm đam mê của anh ấy về con đường Manga (カレの情熱まんが道 KARE no jōnetsu manga michi?)
6. Bố muốn nghe giọng nói của con (アナタの声が聞きたい ANATA no koe ga kikitai?)
7. Tôi là HumaGear giáo viên nhiệt huyết (ワタシは熱血ヒューマギア先生！ WATASHI wa nekketsu hyūmagia sensei!?)
8. Từ đây là bắt đầu của sự hủy diệt (ココからが滅びの始まり KOKO kara ga horobi no hajimari?)
9. Sinh mạng đó, tôi sẽ chăm lo (ソノ生命、預かります SONO inochi, azukarimasu?)
10. Tôi là diễn viên, Owada Shinya (オレは俳優、大和田伸也 ORE wa haiyū, Ōwada Shin'ya?)
11. Đừng dừng camera, dừng tên đó lại! (カメラを止めるな、アイツを止めろ！ Kamera o tomeru na, AITSU o yamero!?)
12. Thám tử nổi tiếng kia đã đến (アノ名探偵がやってきた ANO meitantei ga yattekita?)
13. Công việc của tôi là Thư ký Chủ tịch (ワタシの仕事は社長秘書 WATASHI no shigoto wa shachō hisho?)
14. Chúng tôi là anh em vũ trụ phi hành gia! (オレたち宇宙飛行士ブラザーズ！ ORE-tachi uchū-hikō-shi burazāzu!?)
15. Sự kết thúc lần lượt (ソレゾレの終わり SOREZORE no owari?)
16. Đây là buổi bình minh của ZAIA (コレがZAIAの夜明け KORE ga Zaia no yoake?)
17. Chính tôi mới là Chủ tịch kiêm Kamen Rider (ワタシこそが社長で仮面ライダー WATASHI koso ga Shachō de Kamen Raidā?)
18. Đây là bông hoa mà tôi sẽ cắm (コレがワタシのいける華 KORE ga watashi no ikeru hana?)
19. Cô ấy là một HumaGear bán nhà (カノジョは家売るヒューマギア KANOJO wa ie uru Hyūmagia?)
20. Đó là Best House 1000% (ソレが1000％のベストハウス SORE ga Sen Pāsento no Besuto Hausu?)
21. Phản đối! Việc xét xử đó (異議あり！ソノ裁判 Igiari! SONO saiban?)
22. Dù cho đó thì anh ấy không làm (ソレでもカレはやってない SORE demo KARE wa yattenai?)
23. Tôi yêu trí thông minh của bạn (キミの知能に恋してる！ KIMI no chinō ni koi-shiteru!?)
24. Đến lượt của chúng tôi (ワタシたちの番です WATASHI-tachi no ban desu?)
25. Tôi sẽ bảo vệ các HumaGear (ボクがヒューマギアを救う BOKU ga Hyūmagia o sukuu?)
26. Chúng tôi là đội cứu hỏa (ワレら炎の消防隊 WARE-ra honō no shōbōtai?)
27. Tôi sẽ không từ bỏ sinh mạng (ボクは命を諦めない BOKU wa inochi o akiramenai?)
28. Bài rap của tôi sẽ thay đổi thế giới! (オレのラップが世界を変える！ ORE no rappu ga sekai o kaeru!?)
29. Ước mơ của chúng ta không thể bị phá bỏ (オレたちの夢は壊れない ORE-tachi no yume wa kowarenai?)
30. Quả nhiên tôi là chủ tịch kiêm Kamen Rider (やっぱりオレが社長で仮面ライダー Yappari ORE ga shachō de Kamen Raidā?)
31. Hãy bay về phía ước mơ của bạn! (キミの夢に向かって飛べ！ KIMI no yume ni mukatte tobe!?)
32. Niềm tự hào của tôi! Sàn diễn trong mơ (ワタシのプライド！夢のランウェイ WATASHI no puraido! Yume no ranwei?)
33. Uớc mơ quan trọng đến vậy sao? (夢がソンナに大事なのか？ Yume ga SONNA ni daiji na no ka??)
34. Đây là con đường sống của Horobi (コレが滅の生きる道 KORE ga Horobi no ikiru michi?)
35. HumaGear có ước mơ gì? (ヒューマギアはドンナ夢を見るか？ Hyūmagia wa DONNA yume o miru ka??)
36. Ta là Ark kiêm Kamen Rider (ワタシがアークで仮面ライダー WATASHI ga Āku de Kamen Raidā?)
37. Điều đó thì ai cũng không thể dừng lại (ソレはダレにも止められない SORE wa DARE ni mo tomerarenai?)
38. Tôi là bạn của cậu 1000% (ボクは1000％キミの友だち BOKU wa Sen-Pāsento KIMI no tomo-dachi?)
39. Cái kết luận này, không thể dự đoán (ソノ結論、予測不能 SONO ketsuron, yosoku funō?)
40. Hướng tới ước mơ của tôi và tôi (オレとワタシの夢に向かって ORE to WATASHI no yume ni mukatte?)
41. Ngươi, hãy nắm lấy tay của người bên cạnh! (ナンジ、隣人と手をとれ! NANJI, rinjin to te o tore!?)
42. Khi mà ác ý còn ở đó (ソコに悪意がある限り SOKO ni akui ga aru kagiri?)
43. Đó là trái tim (ソレが心 SORE ga kokoro?)
44. Kẻ có thể dừng ngươi lại chỉ có một người (オマエを止められるのはただひとり OMAE o tomerareru no wa tada hitori?)
45. FINAL: Tương lai của mỗi chúng ta (ソレゾレの未来図 SOREZORE no mirai-zu?)

## Tập đặc biệt
Do ảnh hưởng của đại dịch COVID-19, Kamen Rider Zero-One tạm ngừng phát sóng từ 17/05/2020 đến 21/06/2020, thay vào đó là tập đặc biệt ôn lại các tập trước.
1. President Special: Part.01 (プレジデント・スペシャル PART.01 Purejidento Supesharu Pāto Zero Wan?)
2. President Special: Part.02 (プレジデント・スペシャル PART.02 Purejidento Supesharu Pāto Zero Tsū?)
3. Shooting Special (シューティング・スペシャル Shūtingu Supesharu?)
4. Super Công việc Đại chiến Battle 1 (超お仕事大戦 バトル1 Sūpā Oshigoto Taisen Batoru Wan?)
5. Super Công việc Đại chiến Battle 2 (超お仕事大戦 バトル2 Sūpā Oshigoto Taisen Batoru Tsū?)
6. Tập 35.5: Cái gì đã tạo ra MetsubouJinrai? (ナニが滅亡迅雷を創ったのか？ Nani ga MetsubōJinrai o tsukutta no ka??)

## Phim điện ảnh
- Kamen Rider Reiwa: The First Generation (仮面ライダー 令和 ザ・ファースト・ジェネレーション Kamen Raidā Reiwa Za Fāsuto Jenerēshon)
- Kamen Rider Zero-One: REAL X TIME (劇場版 仮面ライダーゼロワン リアル タイム Gekijō-ban Kamen Raidā Zerowan Riarutaimu)
- Zero-One Others (ゼロワン Others Zerowan Azāzu)
  1. Zero-One Others: Kamen Rider MetsubouJinrai (ゼロワン Others 仮面ライダー滅亡迅雷 Zerowan Azāzu: Kamen Raidā Metsuboujinrai)
  2. Zero-One Others: Kamen Rider Vulcan & Valkyrie (ゼロワン Others 仮面ライダーバルカン&バルキリー Zerowan Azāzu: Kamen Raidā Barukan & Barukirī)

## Ngoại truyện
- Project Thouser (プロジェクト・サウザー, Purojekuto Sauzā), được đưa vào như một phần của bản phát hành Blu-ray Kamen Rider Zero-One. Ngoại truyện bao gồm hai tập và tập trung vào Amatsu Gai. Các sự kiện của miniseries này diễn ra trước tập 17.
- A Miraculous Transformation!? Aruto vs. Fukkinhoukai Taro: The Fateful Gag Battle!, là một tập độc quyền trên web được phát hành trên kênh YouTube chính thức của Toei.
- Kamen Rider Zero-One: Cái gì bay ra từ Kangaroo? Hãy cố gắn tự mình tìm ra điều đó! Vâng, đúng là Aruto phải không!! (仮面ライダーゼロワン カンガルーからナニ飛び出す？ソンナの自分でカンガルー！はい、或人じゃないと!!, Kamen Raidā Zero Wan Kangarū kara Nani Tobidasu? Son'na no Jibun de Kangarū! Hai, Aruto ja Nai to!!), là "Hyper Battle DVD" của Televi-Kun (超 ハ イ パ DVD, Haipā Batoru Dī Bùi Dī). Sự kiện đặc biệt này diễn ra giữa các tập 13 và 14.

## Phân vai
- Hiden Aruto (飛電 或人?): Takahashi Fumiya (高橋 文哉?)
- Izu (イズ? Izu), Azu (アズ? Azu): Tsurushima Noa (鶴嶋 乃愛?)
- Fuwa Isamu (不破 諫?): Okada Ryūtarō (岡田 龍太郎?)
- Yaiba Yua (刃 唯阿?): Igeta Hiroe (井桁 弘恵?)
- Jin (迅?): Nakagawa Daisuke (中川 大輔?)
- Horobi (滅?): Sunagawa Shūya (砂川 脩弥?)
- Naki (亡?): Sunagawa Shūya (中山 咲月?)
- Ikazuchi (雷?): Yamaguchi Daichi (山口 大地?)
- Hiden Soreo (飛電 其雄?): Yamamoto Kōji (山本 耕史?)
- Hiden Korenosuke (飛電 是之助?): Nishioka Tokuma (西岡 德馬?)
- Fukuzoe Jun (福添 准?): Kojima Kazuya (児嶋 一哉?)
- Shester (シェスタ?): Narita Asumi (成田 愛純?)
- Yamashita Sanzou (山下 三造?): Saeki Arata (佐伯 新?)
- Zat (ザット?): Hidaka Noriko (日髙 のり子?)
- Amatsu Gai (天津 垓?): Sakuragi Nachi (桜木 那智?)
- Williamson Yotagaki (与多垣 ウィリアムソン?): Maruyama Tomomi (丸山 智己?)
- Ark (アーク Āku?, lồng tiếng): Hayami Shō (速水 奨?)
- Người dẫn chuyện: Yamadera Kōichi (山寺 宏一?)
- Progrise Key, Zetsumerise Key, Zero-One Driver (lồng tiếng): Maynard Plant, Blaise Plant (MONKEY MAJIK)

## Nhạc phim
Nhạc mở đầu
REAL×EYEZ (thể hiện bởi J ft. Nishikawa Takanori)
Nhạc chủ đề của Movie
- "Another Daybreak"
  - Trình bày bởi: J x Takanori Nishikawa
  - Movie: Kamen Rider: Reiwa The First Generation
- "A.I. ∴ All Imagination"
  - Trình bày bởi: J x Takanori Nishikawa
  - Movie: Kamen Rider Zero-One: REAL×TIME
- "S.O.S."
  - Trình bày bởi: MONKEY MAJIK
  - Movie: Zero-One Others: Kamen Rider MetsubouJinrai
- "Frontier"
  - Trình bày bởi: MONKEY MAJIK
  - Movie: Zero-One Others: Kamen Rider Vulcan & Valkyrie